# Marli
Le marli est la partie périphérique de la plupart des assiettes traditionnelles, constituant une couronne horizontale ou légèrement inclinée tout autour du bassin central. 
Cette bordure n'est généralement pas destinée à recevoir la nourriture elle-même, exception faite, toutefois, des sauces et autres accompagnements, qui y sont parfois servis. Le marli sert davantage à manipuler l'assiette pleine sans se salir les doigts. Il a également, parfois, une fonction décorative lorsqu'il est orné de motifs, par exemple des frises circulaires.